# Église Notre-Dame-à-la-Croix de Croix-lez-Rouveroy
 (décembre 2022).
Si vous disposez d'ouvrages ou d'articles de référence ou si vous connaissez des sites web de qualité traitant du thème abordé ici, merci de compléter l'article en donnant les références utiles à sa vérifiabilité et en les liant à la section « Notes et références ».
L'église Notre-Dame-à-la-Croix est un édifice religieux catholique sis au centre du village de Croix-lez-Rouveroy, dans la province de Hainaut en Belgique. Une tour datée de 1726 (mais peut-être plus ancienne) et complétée d‘une nef et sanctuaire en 1782 ont donné à l’église son aspect d’aujourd’hui. Complètement restaurée en 1930 elle est le lieu de culte de la communauté catholique locale.     

## Histoire et description
Une date est inscrite sur le linteau de la tour : 1726. Mais son architecture fait penser que certaines parties au moins pourraient appartenir à un édifice antérieur. Le larmier gothique de la tour, partie saillante de la corniche, nous révèle qu'elle fut érigée bien avant le XVIIIe siècle. Elle est construite en moellons tandis que l'église est faite de briques. Les baies de la tour sont en plein cintre, la porte extérieure également mais les pierres qui en forment le cintre sont du XVIIIe siècle. Toutefois, Le porche se termine, à l'intérieur de l'église, par une ogive à peine accentuée comme on en construisait à l'époque de transition entre le roman et le gothique. Cette partie pourrait donc être un vestige de l'église qui précéda celle de 1782 ou même d'une autre, plus vieille encore. L’église actuelle fut achevée (ou consacrée?) le 23 mai 1782. 
Une seconde date est bien visible : 1930.  C’est celle de la restauration complète de l'édifice. Cela inclut plusieurs modifications majeures. Ainsi les deux ogives naissantes, qui s'ouvrent sur les fonts baptismaux et l'escalier de la tour ne sont pas d'origine : elles ont été pratiqués lors de la restauration de 1930 : ces ouvertures ont remplacé celles qui, précédemment, étaient fermées par de lourdes portes de chêne Louis XVI. Ces portes ont servi à aménager, dans la sacristie, deux armoires jumelles qui flanquent un meuble de rangement de style Louis XIII, à deux battants, posé en retrait.
La sacristie, située à gauche du chœur, est une annexe construite là où  se trouvait la tribune des comtes de Bousies.  Bâtie au dessus de la crypte qui contient la sépulture de membres de la famille de Bousies elle remplace celle de droite qui sert aujourd'hui de débarras. La sacristie abrite encore une horloge très originale en style Louis-Philippe, avec un cadran plus ancien dont l'a dotée le restaurateur de 1930.

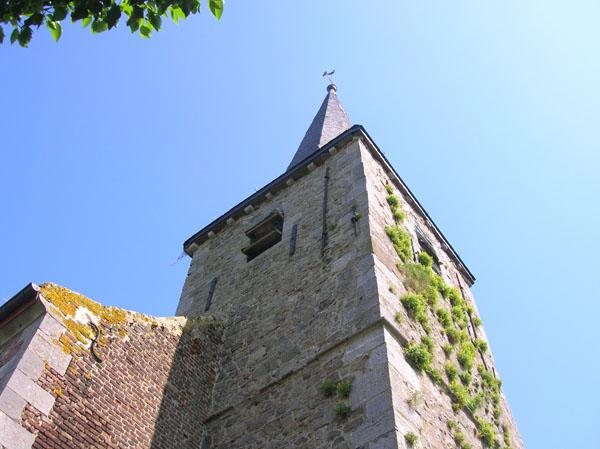
Le clocher est plus ancien que l'église même.

## Patrimoine
L'église est de style semi-classique. Son ameublement présente les caractères de plusieurs styles du XVIIIe siècle avec des éléments de la Renaissance, tels le banc de communion et la chaire de vérité. Le confessionnal (style Louis XV), est également à signaler. 
- les fonts baptismaux, en calcaire carbonifère, sont de style gothique (XVIe siècle). Son couvercle de cuivre, du XIXe siècle fut doté, lors de la dernière restauration, d'une croix et d'un dauphin symbolique. Elle est protégée par une porte de ferronnerie moderne due à Arsène Binot, dernier maréchal-ferrant à Croix.
- Les statues de Notre-Dame des Champs, de sainte Catherine, de sainte Barbe, de saint Nicolas et de saint Éloi (en bois polychrome) datent du XVIIe ou XVIIIe siècle. Celle de sainte Barbe, au buste un peu penché sous le poids de la tour qui porte la sainte, est remarquable. La statue de saint Antoine l'ermite (également en polychrome du XVIIe siècle) fut acquise par le restaurateur en 1930.
- D’autres statues se trouvent dans le porche : une sainte Anne, de l'époque gothique-Renaissance, trouvée dans des décombres en 1928, et restaurée. Le saint Antoine de Padoue qui lui fait face est de Georges Dekoninck, de Warnant, ainsi que le saint Roch taillé (avec ange et chien) dans un seul bloc de chêne.
- Le maitre autel, en chêne peint et de style Louis XVI,  date de la fin du XVIIIe siècle. Les autels latéraux, à l’entrée du sanctuaire datent de 1761 (inscription de la dédicace). Remaniés en 1887. L’autel droit dédié aux anges gardiens était l’autel de la confrérie du même nom, fondée en 1761.  Par un bref de Clément XIII l’autel fut déclaré ‘autel privilégié’[1].
- Au chevet, un oculus a été pratiqué par le même restaurateur : une lampe et un verre rouge, donnant sur l'extérieur, signalent aux passants la présence du Saint-Sacrement. Au-dessus, dans une niche intérieure, une Vierge à la croix, la face tournée vers Jésus crucifié, œuvre en terre cuite de Joseph Dofny, de Jumet, rappelle un groupe similaire qui, dit-on, avait existé à la même place dans un édifice précédent. Cette terre cuite fut placée en 1930.
- La croix triomphale séparant la nef du chœur-sanctuaire date du XVIIe siècle.   Le Christ date du XVIIIe. Cependant les statues de Notre-Dame et de saint Jean qui forment avec lui le ‘Calvaire’ accusent un style gothique plus ancien.  Ce calvaire qui se trouvait autrefois  sur un des tirants de fer qui traversent l'église, fut déplacé en 1930 et installé entre le chœur et la nef.
- L'église conserve huit pierres tombales des XVIIe et XVIIIe siècles. Six d'entre elles (qui se trouvaient dans la nef) furent scellées par le dernier restaurateur dans les murs du porche. Parmi elles deux anciens curés de Croix : Jean Delcourt (+1705) et Charles Moutquin (+1757)  et de quatre censiers (exploitants agricoles) d'Aubreux et de la Cour. La plus ancienne date de 1694. Une assez belle pierre, de 1745, d'un censier du Lombart, est adossée à la muraille du jardin de la cure, en face de la porte du sanctuaire.
- Dans le chœur, un fauteuil Louis XIII et un lutrin avec ses deux prie-Dieu, destinés aux jeunes chantres; ces meubles sont l'œuvre de Lucien Moreau d'Haulchin. Le même artiste a restauré quatre chandeliers de chêne de style Renaissance qui encadrent le cercueil lors des funérailles.
- Dans le  trésor de l'église : un calice doré Louis XIV, récemment restauré. Avec un autre calice et un ciboire en argent Louis XV, une custode Louis XIV en argent pour les saintes huiles et enfin, de même métal, un imposant ostensoir, portant sur le pied cette inscription : "Remonstrance du village de Croix - 1717".